# 耶稣下十字架 (阿西西)
《耶稣下十字架》（Deposizione dalla croce）是亚西西的圣方济各上层圣殿左墙的一幅湿壁画，由乔托绘制于1291-1295年，尺寸为 300 x 300 厘米。
这幅壁画被毁坏得很厉害。画中耶稣的身体平躺，三位玛利亚为祂哭泣，其他人物站在后面，四个天使在空中飞翔。

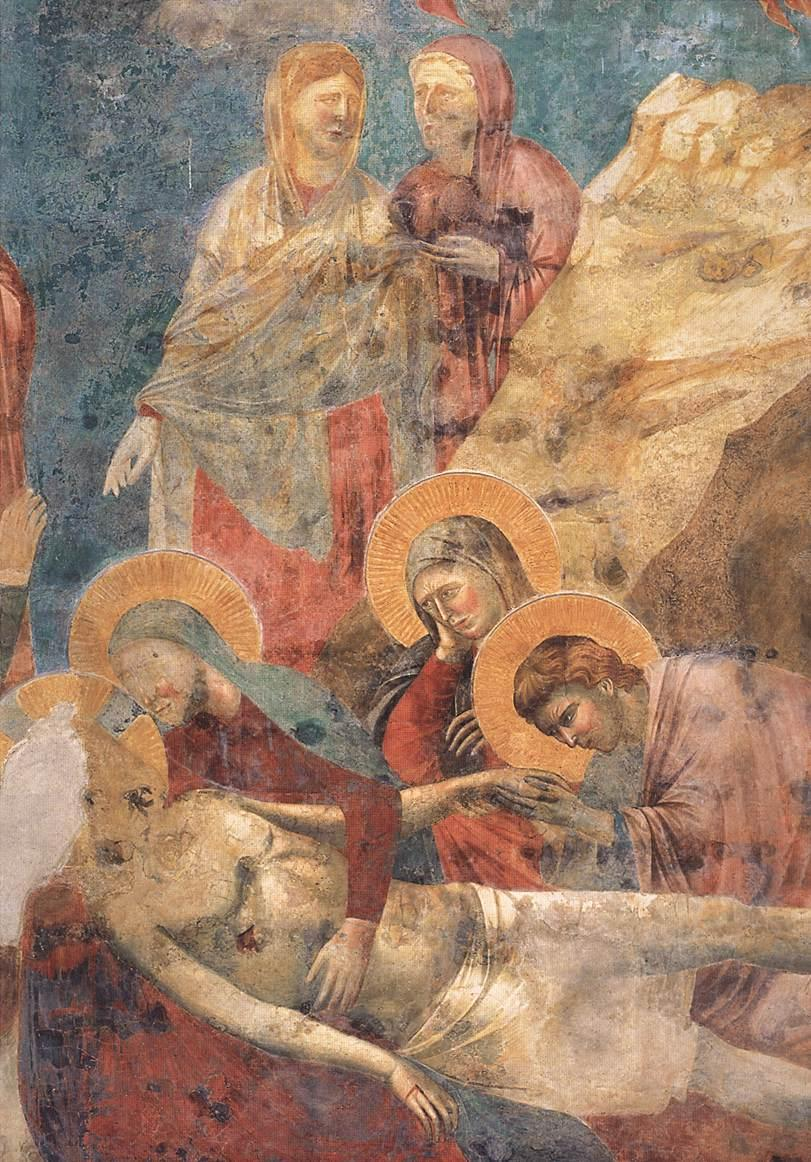
Dettaglio
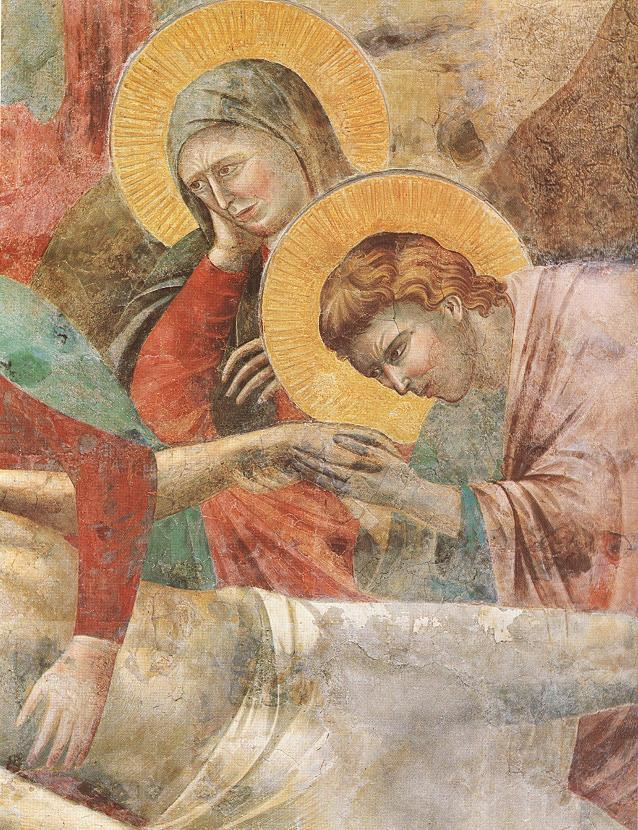
Dettaglio